# Зафарабадський район (Таджикистан)
Зафараба́дський райо́н (тадж. Ноҳияи Зафаробод) — адміністративна одиниця другого порядку в складі Согдійського вілояту Таджикистану. Центр — смт Зафарабад, розташоване за 106 км від Худжанда.

## Географія
Район розташований на півдні Голодного степу, простягаючись вузькою смугою між територією Узбекистану. На сході межує зі Спітаменським, на південному сході — з Істаравшанським районами Согдійського вілояту, на півночі, заході та південному заході має кордон з Узбекистаном.

## Адміністративний поділ
Адміністративно район поділений на 5 джамоатів та 3 смт (Зафарабад, Мехнатабад, Пахтакорон):
| Зафарабадська нохія (2002) |           |                 |
| Джамоат                    | Населення | Центр           |
| Алієвський джамоат         | 750       | смт Пахтакорон  |
| Джамійський джамоат        | 4734      | кишлак Джамі    |
| Зафарабадський джамоат     | 5911      | смт Зафарабад   |
| Мехнатабадський джамоат    | 1117      | смт Мехнатабад  |
| Равшанський джамоат        | 13060     | кишлак Ґулістан |

## Історія
Район утворений 20 грудня 1965 року в складі Ленінабадської області Таджицької РСР.